# Henrique XVI da Baviera
Henrique XVI da Baviera, o Rico (em alemão:  Heinrich XVI. von Bayern, der Reiche ), (1386 – Landshut, 30 de julho de 1450), foi um membro da Casa de Wittelsbach e duque da Baviera-Landshut de 1393 até à sua morte. Era filho do duque Frederico da Baviera e de Madalena Visconti, uma filha de Barnabé Visconti.

## Biografia
O duque Henrique XVI foi o primeiro dos três famosos duques ricos (todos cognominados der Reich), que reinaram na Baviera-Landshut no século XV. A sua residência era o Castelo de Trausnitz em Landshut, uma fortificação de enormes dimensões.

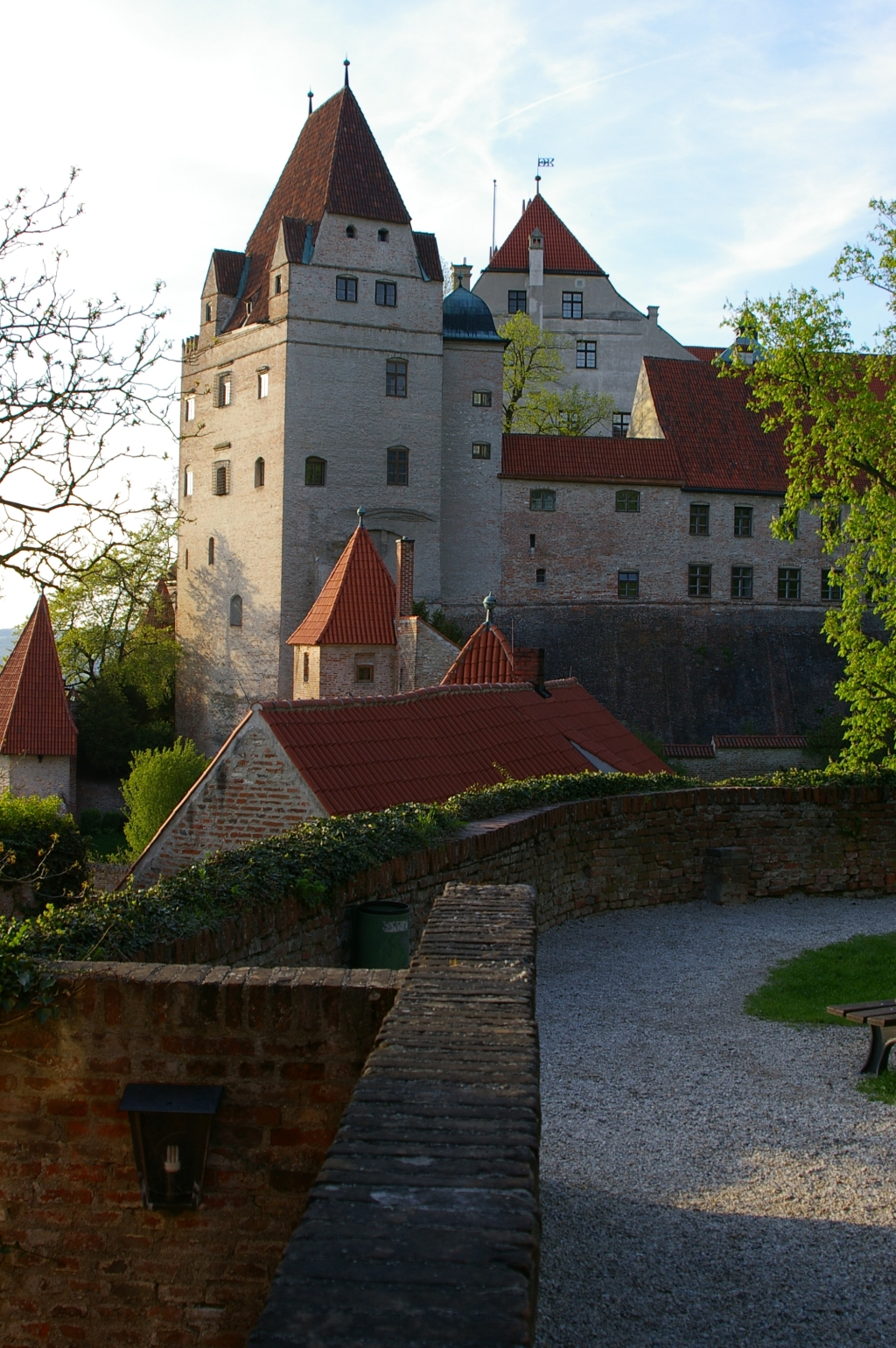
O castelo de Trausnitz

Por ter herdado não só o cabelo preto mas também o temperamento despótico dos Visconti, Henrique oprimiu de forma muito cruel a revolta dos cidadãos de Landshut em 1410 e lutou com sucesso contra o seu primo Luís VII, o Barbudo, duque da Baviera-Ingolstadt.
Ele uniu os inimigos de Luís na Sociedade do Periquito constituída em 1414 e na posterior Liga de Constança de 1415.
Enquanto o ducado da Baviera-Straubing foi dividido entre os ducados da Baviera-Ingolstadt, Baviera-Munique e Baviera-Landshut após a extinção do ramo dos duques de Straubing em 1429, Henrique conseguiu receber todo o ducado da Baviera-Ingolstadt em 1447, quando o duque Luís VIII morreu sem descendência. 
Henrique acabou por morrer com peste em 1450, sucedendo-lhe o seu filho Luís IX, o Rico.
Henrique iniciou uma tradição a que o filho e o neto deram continuidade: para ter maior liberdade baniu a sua mulher para o Castelo de Burghausen. Desde então, o castelo passou a ser uma espécie de 'residência oficial' das duquesas consortes.

## Casamento e descendência
Henrique casou em Landshut em 25 de novembro de 1412 com Margarida da Áustria, filha do duque Alberto IV da Áustria e Joana Sofia da Baviera. Deste casamento nasceram:
1. Alberto (Albrecht) (1414-–ca.1418);
2. Frederico (Friedrich) (1415–1416);
3. Luís IX, o Rico (Ludwig IX. der Reiche") (1417–1479), que sucedeu a seu pai;
4. Joana (Johanna) (1413–1444), casou com Otão I do Palatinado-Mosbach;
5. Isabel (Elisabeth) (1419–1451), casou com Ulrique V, Conde de Württemberg;
6. Margarida (Margarete) (b. 1420), freira.

Henrique também teve descendência ilegítima que inclui Jorge von Zangberg, Isabel e Bárbara.